# Bunodosoma goanensis
Bunodosoma goanensis is een zeeanemonensoort uit de familie Actiniidae.
Bunodosoma goanensis is voor het eerst wetenschappelijk beschreven door Den Hartog & Vennam in 1993.